# Люстдорф
Люстдо́рф (в переводе с немецкого «Радостное село», в советское время — «Черноморка») — приморский климатический курорт в Одессе, бывшая немецкая колония.

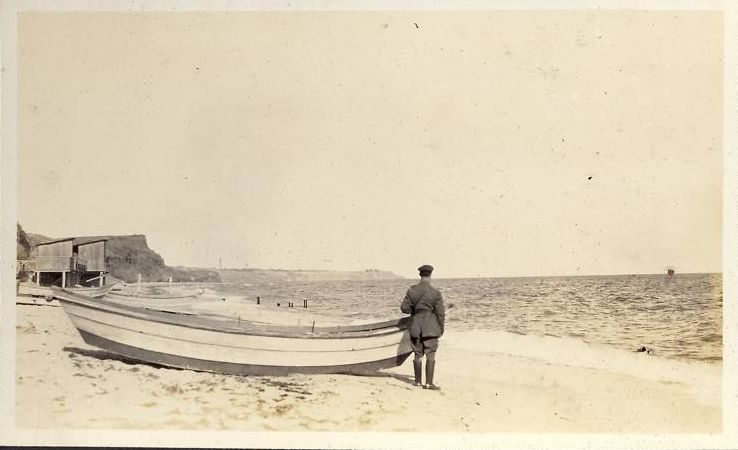
Берег моря в районе поселения Люстдорф. 1917 год

## История
Населённый пункт был основан в 1805 году. В 1886 году стал немецкой колонией Люстдорф Грос-Либентальской волости Одесского уезда Херсонской губернии, в которой проживало 717 человек, находилось 46 дворовых построек, кирха, школа, лавка и винный погреб. В 1882 году немецкие колонисты, проживающие в селе Люстдорф, проложили однопутную трамвайную линию между Люстдорфом и 16-й станцией Большого Фонтана.
В настоящее время за Черноморкой расположен коттеджный поселок Совиньон.